# Смит, Генри Девульф
Генри Девульф Смит (англ. Henry DeWolf "Harry" Smyth; 1898—1986) — американский учёный-физик.
Сыграл важную роль в раннем развитии ядерной энергетики, в частности, в качестве участника Манхэттенского проекта.

## Биография
Родился 1 мая 1898 года в городе Клинтон (англ.), штат Нью-Йорк, в семье Чарльза Генри Смита и его жены Рут Энн Фелпс. Его отец был профессором геологии в Гамильтон-колледже. Вудро Вильсон, будучи в то время президентом Принстонского университета, убедил отца, чтобы его сын поступил на учёбу в Принстонский университет, и в 1905 году вся семья переехала в Принстон, штат Нью-Джерси.
Старший брат Генри — Чарльз Фелпс Смит также стал учёным-химиком. Оба они служили в Химическом корпусе армии США во время Первой мировой войны и принимали участие в Манхэттенском проекте.

## Образование
В Принстоне Генри Смит учился в школе Miss Fine’s School, которая позже стала называться Princeton Day School, а затем в Lawrenceville School, по её окончании в 1914 году поступил в Принстонский университет, который окончил в 1918 году. В университете стал членом братств Phi Beta Kappa и Sigma Xi.
Смит остался в университете, чтобы закончить в нём аспирантуру. По окончании аспирантуры получил степени магистра и Ph.D. по физике в Принстоне в 1920 и 1921 годах, соответственно, учась у Карла Тейлора Комптона. Получив стипендию от U.S. National Research Council, Генри Смит поступил в Кавендишскую лабораторию Кембриджского университета. Там он учился у Эрнеста Резерфорда и в 1923 году получил вторую степень Ph.D. в Кембридже он был связан с колледжем Гонвилл-энд-Киз и подружился с Петром Капицей — советским физиком, который впоследствии получил Нобелевскую премию по физике и работал над проектом советской атомной бомбы.

## Деятельность
Во время Первой мировой войны Смит работал в Службе химического оружия (ныне — Химический корпус армии США) на Абердинском полигоне. Получив вторую докторскую степень, вернулся работать в Принстонский университет: стал преподавателем в 1924 году, доцентом — в 1925 году, адъюнкт-профессором — в 1929 году, и полным профессором — в 1936 году. В 1935 году стал заведующим кафедры физики и занимал эту должность до 1949 года. Получив стипендию Гуггенхайма, был сотрудником в Геттингенском университете, где изучал с Джеймсом Франком спектры трехатомных молекул, в частности двуокиси углерода.
Ранние исследования Смита были в области спектроскопии, фокусируясь на ионизации газов путем столкновения с электронами как средстве изучения энергетических уровней газов. Опубликовал ряд научных работ по ионизации газов, защитил свою первую диссертацию. В середине 1930-х учёный начал переключать свой интерес на ядерную физику, вдохновленный открытием Джеймсом Чедвиком нейтрона, работами Джона Кокрофта и Эрнеста Уолтона по расщеплению атома и изобретением Эрнестом Лоуренсом циклотрона. Назначение на должность заведующего кафедрой заставило Смита уделять больше времени административной работе. Будучи руководителем кафедры, построил два циклотрона в Принстоне: один в 1935 году, а другой в 1946 году. Являлся членом подкомитета по физике Национального исследовательского совета (National Research Council) с 1928 по 1935 год.

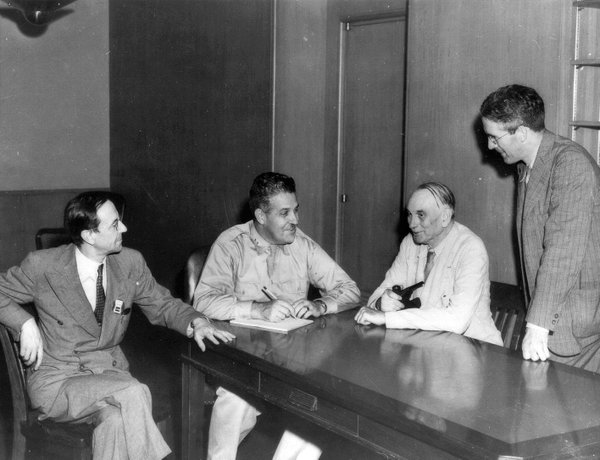
Джеймс Чедвик, Лесли Гровс, Ричард Толмен и Генри Смит; 1945 год

Во время Второй мировой войны помогал Соединённым Штатам в создании атомной бомбы. С 1941 по 1943 год являлся членом Национального исследовательского комитета по вопросам обороны США и Комитета S-1, которым было поручено производить расщепляющийся материал для бомбы. Смит предложил электромагнитные методы, которые использовались для обогащения первых образцов Урана-235. В 1943—1945 годах был консультантом Манхэттенского проекта и заместителем Металлургической лаборатории Чикагского университета, которая также внесла вклад в Манхэттенский проект. В Металлургической лаборатории Генри Смит руководил исследованиями тяжелой воды. На протяжении всех лет войны он оставался заведующим физического факультета Принстонского университета, и в связи с этим менее активно участвовал на более поздних стадиях Манхэттенского проекта. В августе 1944 года генерал Лесли Гровс, директор Манхэттенского проекта, назначил Смита членом Комитета по послевоенной политике (Postwar Policy Committee), которому было поручено предлагать государственную политику в области исследования и разработки атомной энергии после окончания войны.
После войны Смит вернулся к своим обязанностям в Принстонском университете: продолжал возглавлять его физический факультет, который в 1946 год стал носить имя Джозефа Генри. Регулярно писал научные труды о ядерной энергии и работал над расширением физического факультета. В начале 1949 года, когда физик Роберт Бэчер ушел из Комиссии по атомной энергии США, на его место был рекомендован Генри Смит. Президент Гарри Трумэн назначил Смита членом комиссии, что побудило Смита уйти с поста заведующего физического факультета Принстонского университета.
Генри Смит изначально выступал против программы создания водородных бомб, но когда 31 января 1950 года президент Гарри Трумэн решил санкционировать программу водородной бомбы, учёный стал сторонником этого проекта. В 1953 году Генри Смит и Джон Холл (John A. Hall) были советниками президента Дуайта Эйзенхауэра при подготовке его речи в ООН «Атом для мира».
Смит снова вернулся в Принстонский университет и работал в нескольких административных комитетах высокого уровня. Его работа включала консультирование по вопросам строительства ускорителя элементарных частиц, построенного совместно с Пенсильванским университетом, а также наблюдение за проектом Project Matterhorn, который стал Принстонской лабораторией физики плазмы. Также работал консультантом по ядерной энергии в Конгрессе и окончательно покинул Принстонский университет в 1966 году.
Генри Девульф Смит был членом Американского физического общества; его вице-президентом стал в 1956 году и президентом — в 1957 году. Также был избран в Американское философское общество в 1947 году и в Американскую академию наук и искусств в 1956 году. Являлся членом Совета по международным отношениям.
Следующий президент США — Джон Кеннеди — назначил Смита представителем США в МАГАТЭ в ранге посла. 13 июня 1961 года учёный занял эту должность после утверждения Сенатом США. В отставку из МАГАТЭ Генри Смит Смит вышел 31 августа 1970 года. В декабре 1965 года Смит был избран председателем правления Исследовательской ассоциации университетов. Во время его руководства была создана Национальная ускорительная лаборатория (National Accelerator Laboratory), которая позже стала известна как Фермилаб. В 1968 году он стал лауреатом Премии «За мирный атом». Генри Смит ушел с поста председателя ассоциации в 1970 году, но остался в совете её директоров. Он также входил в правление корпорации Associated Universities, Inc., которая управляла Брукхейвенской национальной лабораторией и Национальной радиоастрономической обсерваторией.
Умер 11 сентября 1986 года в Принстоне, штат Нью-Джерси, и был похоронен на Принстонском городском кладбище (Princeton Cemetery).
Генри Девульф Смит был женат с 30 июня 1936 года на Мэри де Конинг (1904—1980), являлся членом Демократической партии.